# Титаренко Дмитро Степанович
Дмитро Степанович Титаренко (1915, Чернігівщина — 18 лютого 1954, Калуга) — радянський військовий льотчик, під кінець німецько-радянської війни був напарником І. М. Кожедуба. Льотчик-випробувач 1-го класу, полковник авіації.

## Біографія
Народився в 1915 році на Чернігівщині. У Києві з 1916 до 1933 року. 
У 1936 році закінчив Севастопольську школу авіації. 
Учасник вторгнення СРСР до Польщі та німецько-радянської війни, яку закінчив у Берліні. 
У 1951 році був у Китаї, з 1952 року служив у Калузі.
Загинув 18 лютого 1954 року при виконанні службових обов'язків. Похований в Києві на Лук'янівському цвинтарі (ділянка № 31, ряд 4, місце 24).

## Нагороди
Нагороджений трьома орденами Червоного Прапора, двома Червоної Зірки, орденом Олександра Невського, орденами Польщі, Китаю, шістьма медалями.